# Ambiliatos
Los ambiliatos (en latín, Ambiliati) eran un pueblo galo cuya ubicación, al sur del bajo Loira no se ha fijado con certidumbre. 
Este pueblo es conocido por dos fuentes:
- Julio César en sus Comentarios a la guerra de las Galias indica que durante la campaña del año 56 a. C., se encuentran al lado de los vénetos (libro III.9).
- Plinio el Viejo en su Historia natural :

A la Aquitania pertenecían los ambiliatos, los anagnutes, los pictones, los sántonos
Plinio, Historia natural, libro IV.

José Gómez de Soto estima que su territorio abarcaba el actual departamento de la Vandea, menos los accesos al pantano poitevino, más el sur del Loira Atlántico y de Maine y Loira. En esta hipótesis, habrían sido vecinos de los pictones y de los andecavos. Su territorio habría estado vinculado a la ciudad pictona, en el momento de la creación de provincia romana de Aquitania. 
Los trabajos de J. Hiernard van también en este sentido. Según este, este pueblo habría sido vinculado a partir de César al de los pictones para premiar a estos últimos por su actitud en los levantamientos armoricanos del 56 a. C. o hacia el 51 a. C.
Según Venceslas Kruta, este pueblo armoricano podría asimilarse a los ambibarios, también citados por César y cuya localización es tan problemática. Se vincularían a la Aquitania después de la derrota de los vénetos y sus aliados en el año 56 a. C.